# Grove House (Roehampton)

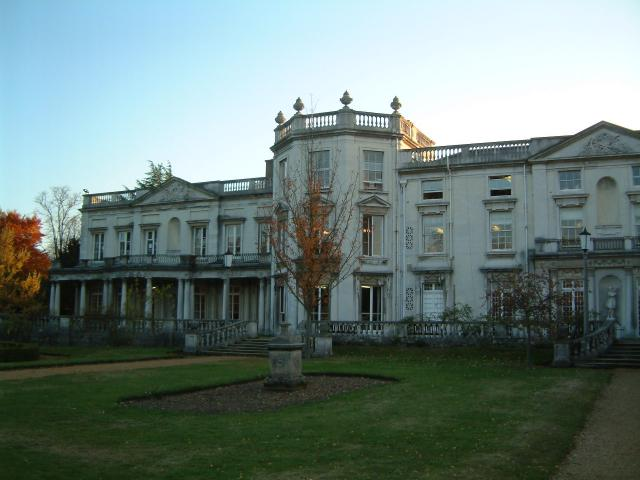
Grove House

Grove House est une maison classée Grade II * située à Roehampton Lane, dans le quartier de Roehampton, dans la banlieue de Londres.
Elle a été construite en 1777 par James Wyatt pour Sir Joshua Vanneck, et a été modifiée et complétée ultérieurement.  
Elle fait aujourd'hui partie du Froebel College de l'Université de Roehampton.